# Heuler (Zeitschrift)
Der heuler (Eigenschreibweise: heuler) ist eine unabhängige Zeitschrift, die von Studierenden der Universität Rostock herausgegeben wird. Die Zeitschrift wurde 1995 gegründet und erschien seit dem bis zu vier Mal pro Semester. Aktuell erscheint der heuler zweimal pro Semester in einer Auflage von 3.500 Exemplaren. Bis zum Ende des Wintersemesters 2014 wurden 105 Ausgaben veröffentlicht. Themenfelder sind politische, soziale und kulturelle Themen mit studentischer Perspektive.  
Herausgeber der Zeitschrift ist die Studierendenschaft der Universität Rostock. Die Redaktion ist inhaltlich frei und berichtet kritisch über die Gremien der studentischen Selbstverwaltung. 
Die Redaktion des heuler nahm regelmäßig am Wettbewerb der Initiative Pro Campus-Presse teil. In den Jahren 2007, 2008 und 2009 platzierte der heuler unter den besten 10 und belegte 2011 den dritten Platz. 2012 gewann der Heuler den 1. Platz als beste Studierendenzeitung Deutschlands, den sie sich mit der Zeitschrift Ottfried teilte.
Neben dem Print-Magazin betreibt die Redaktion seit 2011 eine Website mit Blog, um aktuelle Meldungen und zusätzliche Inhalte anzubieten.